# 柳海剛
初代柳 海剛（ユ・ヘガン、유해강、1894年 - 1993年）は、韓国の陶芸家。ソウル出身。本名、柳根瀅。

## 経歴
学生時代に見学した高麗青磁に感銘し、復元を志したという。18歳で日本人経営の漢陽高麗焼に入社し、象嵌技術を学ぶ。その後、他の日本人経営陶器工場を渡り歩き、浅川伯教の知己を得る。浅川の紹介で京都に渡り青磁技法を修業した。1928年には別府市博覧会で受賞し、日本国内で名を広めた。
大韓民国成立後は、古陶片の研究で高麗青磁の復元度を高め、高麗青磁技法の無形文化財技能保持者として、いわゆる「人間文化財（人間国宝）」に認定された。

## 略歴
- 1928年　別府市中外産業博覧会金賞
- 1950年　第一回大韓民国輸出工芸品展出展
- 1954年　第三回国産品展示会大韓民国文教部長官賞
- 1964年　利川郡に窯を築く
- 1981年　第6回伝統工芸展国務総理賞
- 1988年　京畿道無形文化財第3号指定

二代柳 海剛は初代の子。韓国で高麗青磁を製作する。本名、柳光烈。